# サンレーサー

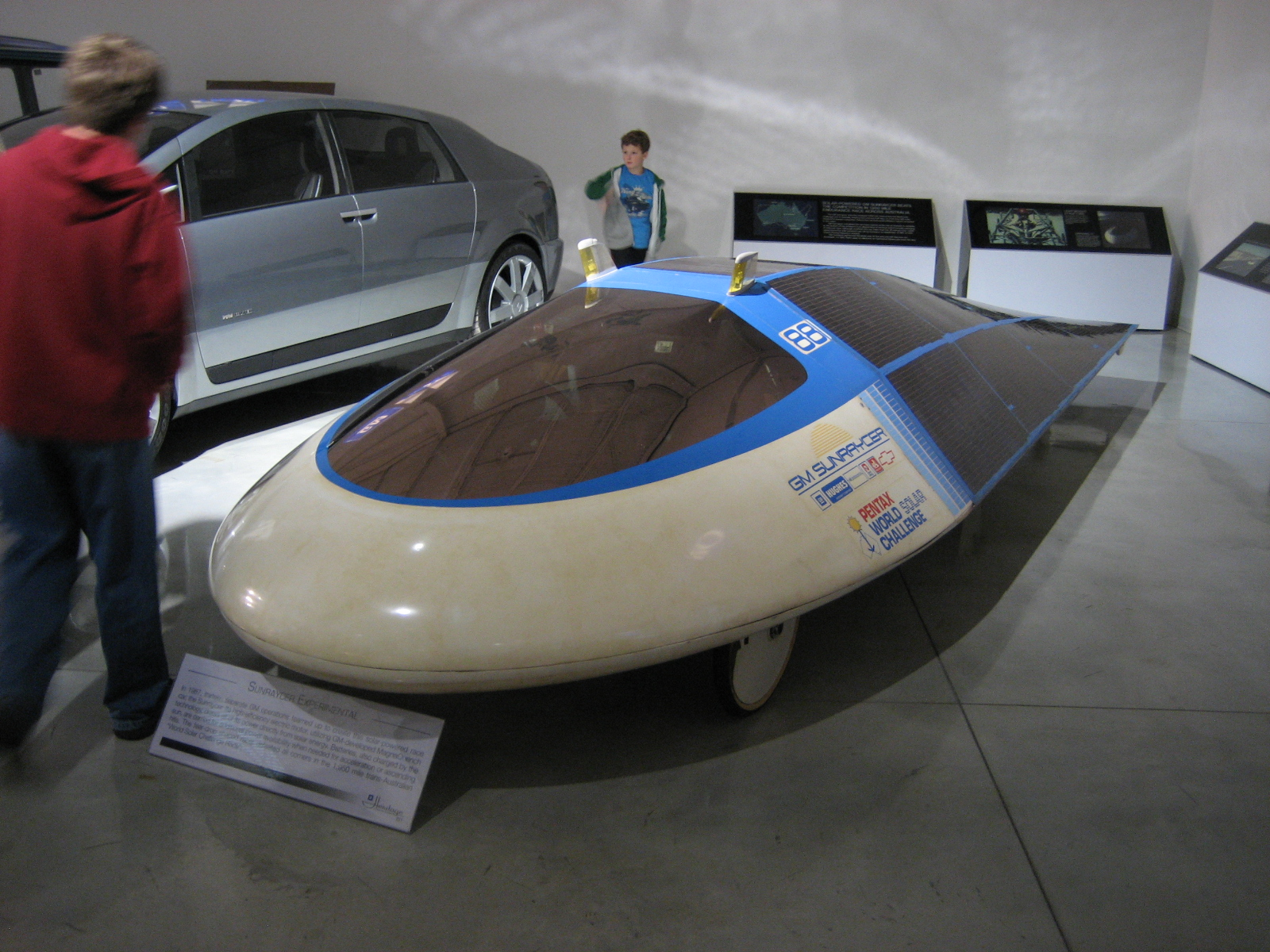
GM Sunraycer

サンレーサー（Sunrayce）は、太陽光を電気に変換して走る競走車タイプのソーラーカーである。

## 概要
車名のSunrayceは、太陽光線(Sunray)と競技者(Racer)から作られた造語である。1987年にオーストラリアで開かれたワールド・ソーラー・チャレンジで2位以下に圧倒的な差をつけて優勝した。以後、空気力学的に優れたサンレーサーの形態は競技用ソーラーカーの標準的な形態となった。サンレーサープロジェクトはゼネラルモーターズとAeroVironment, ヒューズエアクラフト社との共同プロジェクトであった。ドライバーはオーストラリア人のJohn Harveyであった。
サンレーサープロジェクトはゼネラルモーターズのオーストラリア部門から本社へのリクエストから始まった。当時CEOだったロジャー・スミスは興味を示し、10か月で製作する条件で予算を与えた。スミスはAeroVironmentに相談した。1ヶ月後AeroVironment社の技術者が期限内に競争力のすぐれた自動車ができるとの回答を出した。AeroVironment社のオーナー／技術者であるPaul MacCreadyは後にサンレーサーと呼ばれる車両の製作に取り掛かった。
概念設計の段階で超軽量、超低空気抵抗に主眼を置いて車両を開発することになった。その結果サンレーサーの形態は今でこそ一般化しているが当時としては奇抜な独特のゴキブリのような形状になり、重量はわずか585ポンド(265.4kg)で空気抵抗はCd=0.125であった。最高速度は109 km/h であった。
全部で8800枚の太陽電池がヒューズエアクラフト社のチームの手で車体表面に貼られた。通信衛星用の規格のガリウム‐ヒ素太陽電池が用いられ、太陽電池の総出力は太陽が正午の時、1500W出力であった。
サンレーサーに用いられたモーターの効率は約92%であった。
バッテリーは当時としては高容量な酸化銀電池が使用された。バッテリーの電力はトラックを追い越す時等、瞬間的に大電流が必要な時に用いられた。
フレームの重量は14ポンド(6.35kg)に抑えられた。ケブラーを車体に使用した。1987年春から夏にかけてテストしたが問題はなかった。

## レース
オーストラリア大陸を縦断するソーラーカーレースである第1回ワールド・ソーラー・チャレンジは1987年11月にダーウィン～アデレード間にて開催された。探検家ステュアートに因んで名づけられたスチュアート・ハイウェイでアリススプリングを中間地点として行われた。
参加車両24台の中で最高速度(109km/h)を出してポールポジションを獲得、レースでは常に先頭だった。あまりの高速でサポートカーが追い付くのが精いっぱいという場面もあった。総延長3005kmでの平均速度は66.9 km/hであった。5.2日でゴールした。2位より50％早かった。2位の車両は2日後にゴールした。GMのCEOであるロジャー・スミスは自らアデレードに出向いて優勝チームを祝した。
翌年1988年6月、サンレーサーは太陽光を動力源とする車両の速度記録(121.145 km/h)をアリゾナ州メサで樹立した。2005年ワールドソーラーチャレンジで優勝したNuna 3の最高速度は140 km/h (87 mph)であった。

## 巡回
GMはサンレーサーを多くのイベントに巡回させた。GMは中高生に映画を見せた。サンレーサーはスミソニアン博物館に寄贈された。
サンレーサーはこれまでに製造されたどの車よりも高額だった。(1987年の時点で200万ドル)同時に太陽を動力源とするアメリカ車の市場を創出した。概念は電気自動車の開発に受け継がれている。サンレーサーはGM インパクトに受け継がれた。インパクトはEV1に受け継がれた。